# Иларион Източноамерикански и Нюйоркски
Митрополит Иларион (светско име Игор Алексеевич Капрал; 6 януари 1948, Сирит Ривър, Алберта, Канада - 16 май 2022, Ню Йорк) – епископ на Руска православна църква зад граница, митрополит Източноамерикански и Нюйоркски, Първоиерарх на Руската православна църква зад граница.

## Биография
Роден е през 1948 година в Сирит Ривър, Алберта, Канада, в семейство на украински селяни от Волинска губерния, които емигрират в Канада през 1929 г. след присъединяването на техните земи към Съветска Украйна. През 1972 година завършва Свето-Троицката духовна семинария в Джорданви, САЩ, и след това постъпва в братството на Свето-Троицкия Джорданвилски манастир.
През 1974 година послушникът Игор е подстриган за монах с името Иларион. През 1976 година е ръкоположен за йеромонах от архиепископ Манхатънски Лавър. През същата година завършва Сиракузкия университет и работи в различни православни издания. На 10 декември 1984 година е хиротонисан за епископ на Манхатън и е назначен за зам. секретар на Архиерейския синод на Руската задгранична църква.
От 1996 година е архиепископ на Сидни и Австралия и Нова Зеландия. А от 2006 г. е първи заместник на председателя на Архиерейския синод на РПЦЗ. След смъртта на митрополит Лавър Източноамерикански и Нюйоркски през март 2007 г. той е изпълнявал длъжността председател на Архиерейския синод. На 12 май 2008 г. Архиерейският събор избира архиепископ Иларион за глава на Руска задграничната църква (за архиепископ Иларион са гласували 9 от 11 висши йерарси) и на 14 май това решение е изпратено на Московския и на цяла Русия патриарх Алексий II и Св. Синод. На 18 май същата година е интронизиран в Синодалния Знаменски храм в Ню Йорк.
Умира на 16 май 2022 година в болница на Ню Йорк в 2 часа следобед по нюйоркско време след продължително заболяване.